# Mykenska kulturen
Mykensk kultur var en bronsålderskultur i Grekland, uppkallad efter den viktigaste arkeologiska fyndorten Mykene. Inom arkeologin kallas perioden även för senhelladisk tid. Kulturen varade under den sena bronsåldern cirka 1600–1050 f.Kr. med sitt kärnområde på halvön Peloponnesos. Kulturen spred sig senare över den egeiska övärlden.

## Kulturperioder
Den mykenska kulturen räknas till bronsåldern under senhelladisk tid. Den senhelladiska tiden indelas av arkeologer i flera delperioder, förkortade SH I-III.
| Senhelladisk I (förkortat: SH I): | cirka 1600–1500 f.Kr. |
| Senhelladisk II (SH II):          | cirka 1500–1400 f.Kr. |
| Senhelladisk III A (SH IIIA):     | cirka 1400–1300 f.Kr. |
| Senhelladisk III B (SH IIIB):     | cirka 1300–1191 f.Kr. |
| Senhelladisk III C (SH IIIC):     | cirka 1190–1050 f.Kr. |

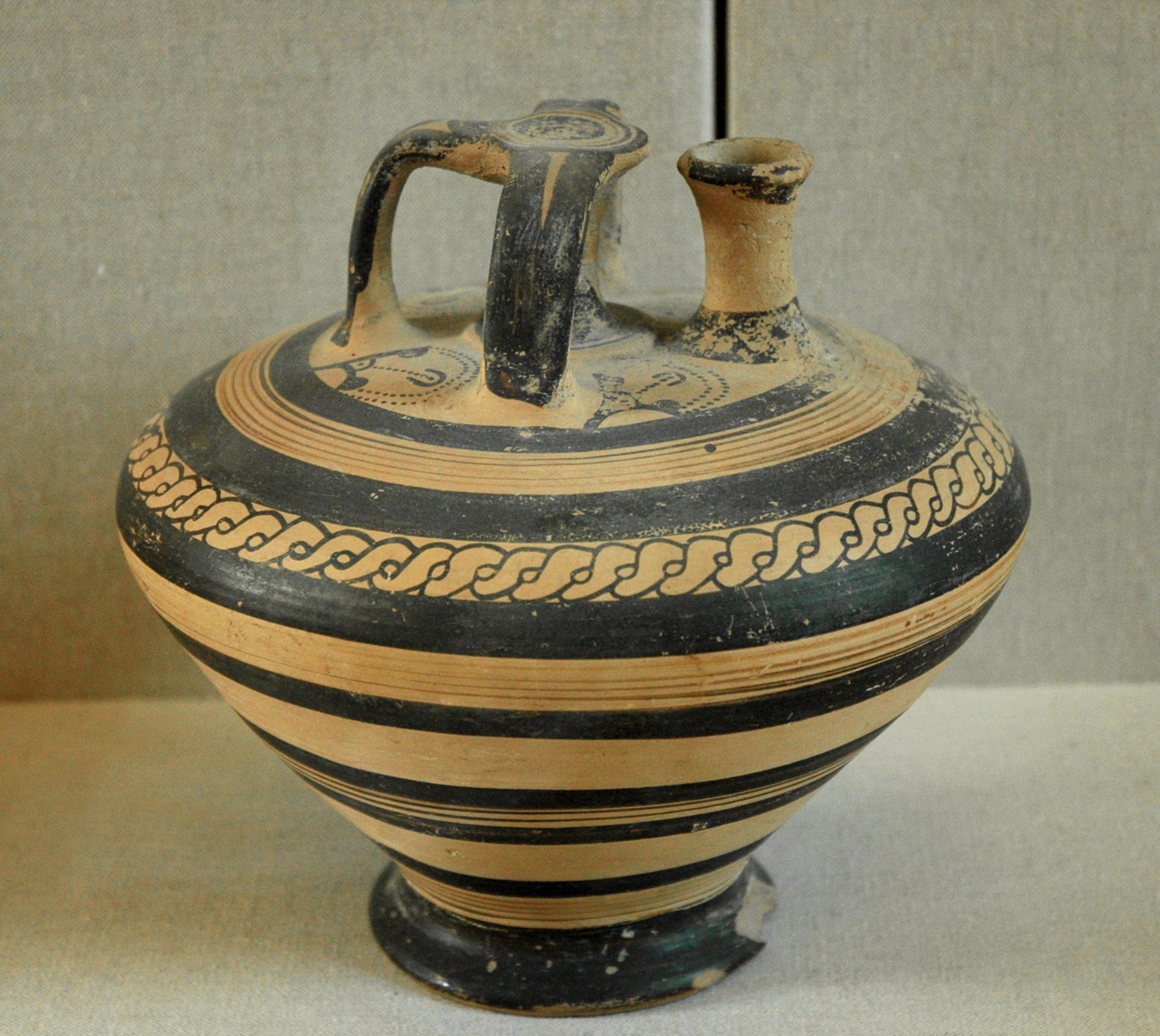
Mykensk keramik funnen i Ugarit, numera i Louvren, Paris.

Senhelladisk I framträdde omkring 1600 f.Kr. genom de rika schaktgravar som arkeologer gjort fynd av i Mykene och i andra delar av Grekland. Under denna period framträdde även den mykenska keramiken. Den var baserade på ljusa grundfärger med målade mörka figurer. Senare visade sig även kulturella influenser från den minoiska kulturen på Kreta.
Under Senhelladisk II byggdes de runda tholos-gravarna, vilka gradvis ersatte det äldre gravskicket i Mykene och på andra platser. Kreta erövrades även av mykenska greker under 1300-talet f.Kr. vilket markerade slutet för den minoiska kulturen. Det är vid denna tid som den mykenska kulturen börjar använda ett eget skriftspråk, Linear B. Skriften var en vidareutveckling ur den minoiska Linear A.
Senhelladisk III betraktas som höjdpunkten för den mykenska kulturen. Kulturkretsen omfattade då hela den egeiska övärlden och grekiska fastlandet, med handelskontakter över det östra Medelhavet till Främre Orienten och Egypten. Den mykenska civilisationen var troligen identisk med det mäktiga riket Ahhiyawa som omtalas i hettitiska källor. Fynd från ett skeppsvrak som återfanns i Uluburun utanför den turkiska sydkusten visade en last med bland annat cypriotisk koppar och egyptiska föremål, vilka troligen var på väg mot en mykensk hamn.
Under början av 1100-talet f.Kr. inträffade en katastrof för den mykenska kulturen. Många bosättningarna förstördes och orsaken till detta är oklar. I äldre forskning förklarades detta som ett erövringståg av doriska greker, men det kan numera uteslutas som förklaringsmodell. Vid samma tid gick även Hettiterriket under och Egypten drabbades av sjöfolkens anfall. Den mykenska kulturen återhämtade sig dock kortvarigt under senhelladisk tid IIIC och vasmåleri, sjöfart och handel återupptogs. Omkring 1075 f.Kr.-1050 f.Kr. övergick senhelladisk tid i submykensk och därefter protogeometrisk tid, vilket även är inledningen till järnåldern och Greklands mörka århundraden.